# Heino Ferch

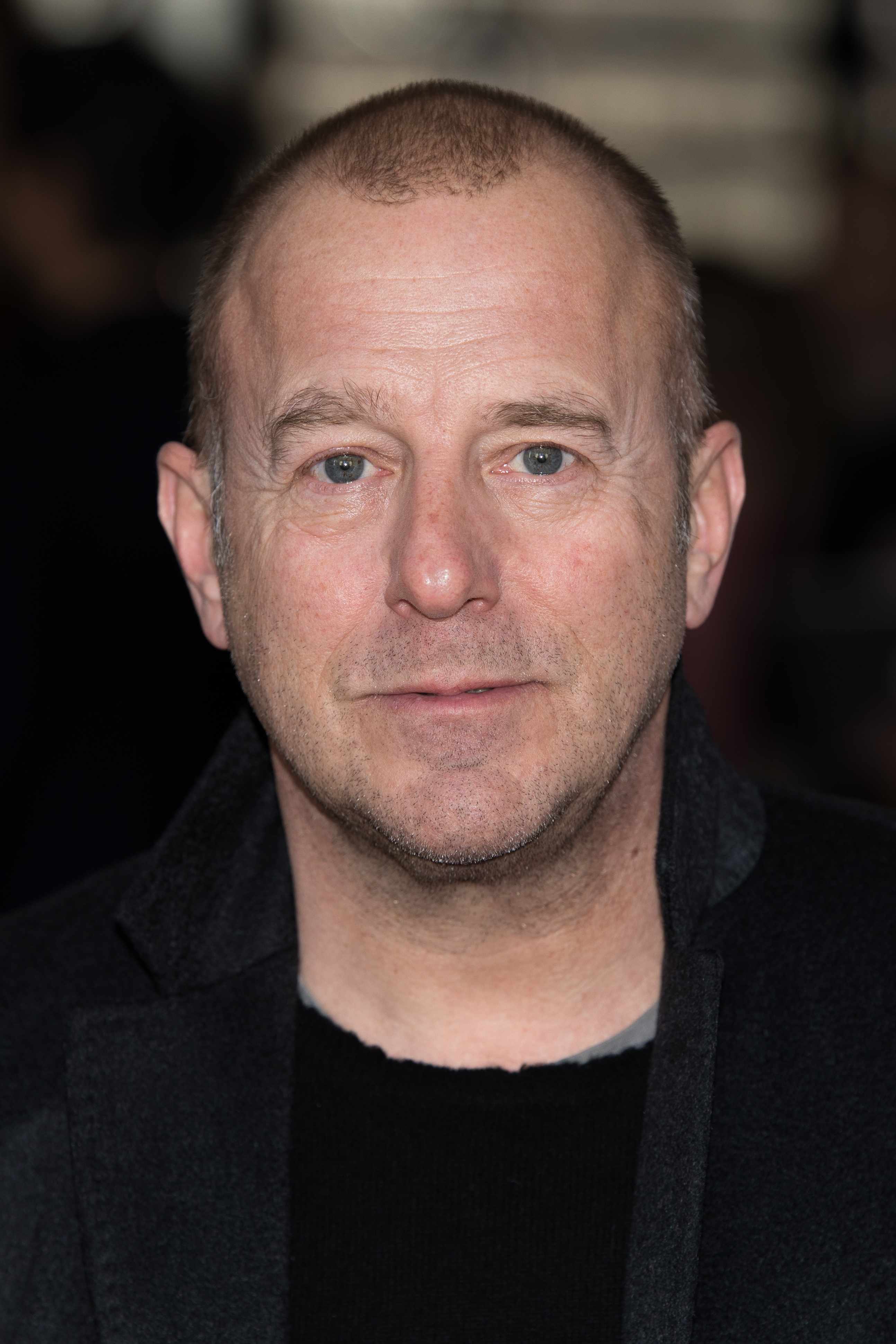
Heino Ferch (2018)

Heino Ferch (* 18. August 1963 in Bremerhaven) ist ein deutscher Schauspieler. Neben zahlreichen Rollen im Theater und im Fernsehen wurde er auch durch Kinofilme wie Comedian Harmonists, Der Untergang und Der Baader Meinhof Komplex bekannt.

## Leben

### Familie und Ausbildung
Heino Ferch wurde als Sohn des aus Babelsberg stammenden Kapitäns Walter Joachim Ferch und seiner aus Waldshut im Südschwarzwald stammenden Frau Erika, geb. Morath, in Bremerhaven geboren. Er stand im Alter von fünfzehn Jahren noch während seiner Gymnasialzeit für das Musical Can Can unter der Regie des ehemaligen Solotänzers der Bayerischen Staatsoper Franz Baur-Pantouiler zum ersten Mal für tanzakrobatische Nummern auf der Bühne des Stadttheaters Bremerhaven. Bis 1984 reiste er zugleich im bundesdeutschen Kader im Gerätturnen (2. Bundesliga der Deutschen Turnliga) durch Europa. 1987 beendete er sein Studium am Mozarteum in Salzburg. Neben dem Hauptfach Schauspiel belegte er auch Kurse in Stepptanz, Ballett und Gesang.

### Theater
Von 1987 bis 1990 hatte Ferch sein erstes Engagement an der Freien Volksbühne Berlin, wo er unter anderem unter Hans Neuenfels zum Ensemble gehörte. Er übernahm in einer Fernsehverfilmung von Der zerbrochne Krug die Rolle des Ruprecht unter der Regie von Heinz Schirk. 1990 bis 1994 war er unter Alfred Kirchner und Alexander Lang Ensemblemitglied am Schillertheater (Die Räuber, Mockinpott, Kasimir und Karoline, Wie es Euch gefällt). Er gastierte an der Mailänder Scala und am Burgtheater (Die Geisel). 1992 spielte er unter der Regie von Peter Zadek im Theater des Westens 120 Vorstellungen in Der blaue Engel. Ende der 1980er-Jahre wechselte Ferch vom Theater zu Film und Fernsehen.

### Film und Fernsehen
Ferch arbeitete mit zahlreichen renommierten deutschsprachigen Regisseuren wie Volker Schlöndorff, Tom Toelle, Peter Schamoni, Nico Hofmann, Roland Suso Richter, Tom Tykwer, Joseph Vilsmaier, Vivian Naefe, Sherry Hormann, Hartmut Schoen, Uli Edel, Matti Geschonneck, Helmut Dietl, Markus Imboden, Carlo Rola, Margarethe von Trotta und Oliver Hirschbiegel zusammen. Nach frühen Projekten unter dem Autorenfilmregisseur Heiko Schier verband ihn in den 1990er-Jahren wiederholte Zusammenarbeit mit dem Regisseur und Drehbuchautor Uwe Janson.
Sein Spielfilmdebüt hatte Ferch 1988 mit einem Kurzauftritt in Schloß Königswald. 1989 spielte er seine erste Rolle als Klaus Asmus in Wedding. Es folgten 1994 der Polizeiruf 110: Samstags, wenn Krieg ist, 1995 der Mehrteiler Deutschlandlied unter der Regie von Tom Toelle und 1996 der Kinofilm Der Unhold von Volker Schlöndorff, in dem Ferch mit der Rolle des Napola-Kommandanten Raufeisen auf sich aufmerksam machte.
1997 gelang ihm der Durchbruch als Filmschauspieler in Joseph Vilsmaiers Kinofilm Comedian Harmonists mit der Rolle des A-cappella-Baritons Roman Cycowski und mit der Verkörperung des Skilehrers Marco in Tom Tykwers Winterschläfer. 1997 sah man Ferch in neun unterschiedlichen Rollen, sieben davon Haupt- oder Co-Hauptrollen.
1998 verkörperte er in Tom Tykwers Lola rennt den Gangster Ronnie. Im Folgejahr übernahm er die Rolle des Johannes in Buddy Giovinazzos englischem Film-Noir-Thriller Jeder stirbt – The Unscarred. 1999 wiederholte er das Thema Amokläufer in der Rolle des Ex-Fremdenlegionärs Volker Bretz, Kampfname: Straight Shooter im gleichnamigen Film. Die damalige Ähnlichkeit mit dem amerikanischen Schauspieler Bruce Willis zur Zeit des Films The Mercury Puzzle (1998) verschaffte ihm die bis heute von ihm selbst mit persönlicher Distanz wahrgenommene Etikettierung eines „deutschen Bruce Willis“. 2002 spielte er in der Thriller-Satire Nachts im Park.
Für seine Darstellung des Fluchthelfers Harry Melchior in dem Fernseh-Zweiteiler Der Tunnel (2001) wurde Ferch mit der Goldenen Kamera ausgezeichnet. Im Film Der Untergang (2004) verkörperte er den NS-Rüstungsminister und Architekten Albert Speer. Im Jahr 2005 spielte Ferch in dem Fernseh-Zweiteiler Die Luftbrücke – Nur der Himmel war frei die Rolle des US-amerikanischen Generals Philipp Turner.
Positives Presseecho für Ferch bewirkte seine Rolleninterpretation des jüdischen Ghettoleiters Jacob Gens in der Kinoverfilmung des Theaterstückes Ghetto von Jehoschua Sobol. 2006 sah man ihn in der Rolle eines Ost-Berliner Bauarbeiters in Die Mauer – Berlin ’61. Er wurde für die Rolleninterpretation der Figur Hans Kuhlke 2008 mit dem Jupiter ausgezeichnet. Ende 2007 spielte er nach langer Abstinenz im komödiantischen Fach die Rolle des eifersüchtigen Ehemannes Jan in der Kinokomödie Meine schöne Bescherung.

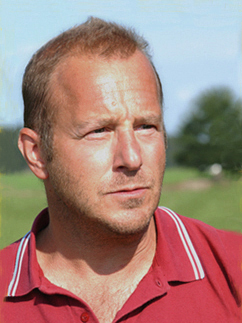
Heino Ferch (2007)

Immer wieder übernimmt Ferch neben historischen Figuren auch Rollen in semidokumentarischen Spielfilmen, die aktuelle Themen erzählen, so zum Beispiel 1991 in Der Tod kam als Freund, 1993 in Gefährliche Verbindung oder 2005 als Kripobeamter Anton Glauberg in Matti Geschonnecks Thriller Mord am Meer. In der kanadischen TV-Großproduktion The Trojan Horse (2008) spielte er Johann Kruse, Repräsentant des Bundesnachrichtendienstes in Kanada. 2008 stand er in der Produktion Der Baader Meinhof Komplex in der Rolle des Assistenten von Horst Herold auf der Seite der verfolgenden Justiz.
In dem mehrfach preisgekrönten Roadmovie Vincent will Meer (2009) war er neben Florian David Fitz in der Rolle des entnervten Vaters des Protagonisten Robert Gellner zu sehen und erhielt für diese Rolle eine Nominierung für den Deutschen Filmpreis 2011. Von 2010 bis 2012 verkörperte er als George Sullivan neben Anja Kling die Eltern in den ersten Kinofilmen um Hanni & Nanni nach der Romanserie von Enid Blyton. In der sechsteiligen ZDF-Fernsehserie Der Palast (2022) spielte er wiederum mit Anja Kling zusammen in einer Hauptrolle die Figur des Roland Wenninger. In den ARD-Fernsehfilmen Liebe verjährt nicht (Erstausstrahlung: März 2020) und Liebe ist unberechenbar (Erstausstrahlung: Januar 2021) war er jeweils in der männlichen Hauptrolle an der Seite von Tanja Wedhorn zu sehen.
Heino Ferch spielt auch mehrere feste und wiederkehrende Rollen in Film- und Fernsehreihen. Von 2011 bis 2021 übernahm er die Rolle des Polizeipsychologen Richard Brock in der ORF-Thrillerreihe Spuren des Bösen. Seit 2015 verkörpert er die Hauptrolle des Kommissars Simon Kessler in der ZDF-Krimireihe Nordholm. Von 2017 bis 2021 übernahm er für Das Erste die Serienhauptrolle des in Zürich lebenden Privatiers Johann Friedrich von Allmen in der gleichnamigen Fernsehreihe Allmen, die auf der gleichnamigen Buchreihe des Schweizer Autors Martin Suter basiert. statt. Seit 2017 spielt er beginnend mit Urs Eggers Ein Kind wird gesucht eine weitere Serienhauptrolle im ZDF als Sonderermittler Ingo Thiel.
Parallel zu seinen Rollen in Großproduktionen spielt Ferch regelmäßig in kleineren Produktionen – häufig Thrillern –, von denen einige Filmpreisauszeichnungen erhielten (z. B. Der Anwalt und sein Gast, Das Konto, Hölle im Kopf, Mord am Meer, Jagd nach Gerechtigkeit). Außerdem hatte er Rollen in internationalen Produktionen wie Lucie Aubrac, Julius Caesar, Napoleon, Mávahlátur, Hunt for Justice – The Louise Arbour Story, Die drei Musketiere und H2O Part II: The Trojan Horse.

### Synchronarbeiten
Als Synchronsprecher lieh Ferch David Morse in Prototype und Woody Harrelson in Palmetto – Dumme sterben nicht aus seine Stimme. 2014 synchronisierte er den Agenten Geheimsache (Benedict Cumberbatch) im Animationsfilm Die Pinguine aus Madagascar und im Jahre 2017 Ernesto de la Cruz (Benjamin Bratt), den Hauptantagonisten im Animationsfilm Coco – Lebendiger als das Leben!

## Privates
Er war von 1990 bis 1999 mit der Schauspielerin Suzanne von Borsody liiert, mit der er in mehreren Filmprojekten gemeinsam auftrat. Aus der darauf folgenden Beziehung mit der Berliner Ärztin Julia von Pufendorf stammt eine Tochter.
2002 lernte Ferch die Vielseitigkeitsreiterin Marie-Jeanette Steinle kennen, die er 2005 heiratete. Sie haben drei Kinder, eine Tochter und zwei Söhne. Die beiden älteren Kinder sind als Spieler und in der Nachwuchsförderung des Polosports aktiv.
Im September 2024 wurde die Trennung des Ehepaars Ferch bekannt.
Von 1987 bis 2007 lebte Ferch in Berlin, seit 2007 in Inning am Ammersee, Bayern.

## Rezeption
Charakteristisch für Ferch ist sein fast unveränderlicher Gesichtsausdruck. Er verzichtet dabei oft auf eine differenzierte Mimik. Dazu schrieb die FAZ: „Seine Kritiker mäkeln, er bestreite mit einem einzigen Gesichtsausdruck ganze Filme und spiele immer nur sich selbst.“ In der Tageszeitung Die Welt war zu seiner Rolle des Uli Martens in der Siegfried-Lenz-Verfilmung Der Verlust (2015) hingegen zu lesen: „… Und Uli schon gar nicht, mit dem Heino Ferch konsequent fortführt, was er als forensischer Psychologe Richard Brock in der Serie Spuren des Bösen begonnen hat – die komplette Reduktion des Textes, die Konzentration aufs Verwandeln kleinster mimischer Zeichen in große Geschichten.“

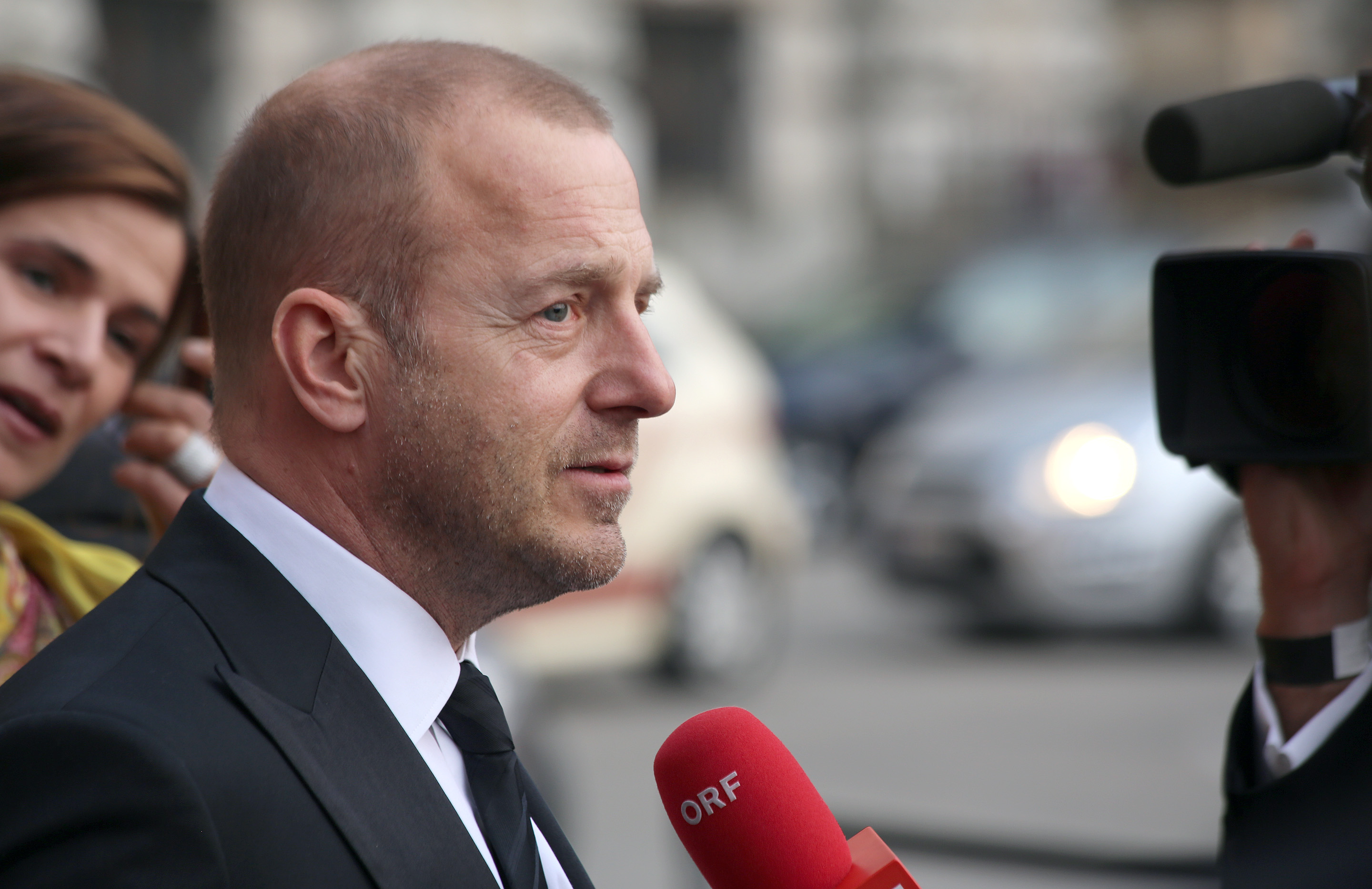
Heino Ferch (2013)

## Filmografie

### Kino
- 1988: Schloß Königswald
- 1989: Wedding
- 1991: Wer hat Angst vor Rot, Gelb, Blau? (Regie: Heiko Schier)
- 1992: Alles Lüge
- 1995: Küss mich! (Regie: Maris Pfeiffer)
- 1996: Der Unhold
- 1997: Lucie Aubrac
- 1997: Das Leben ist eine Baustelle
- 1997: Winterschläfer
- 1997: Comedian Harmonists
- 1998: 2 Männer, 2 Frauen – 4 Probleme!?
- 1998: Lola rennt
- 1999: Straight Shooter
- 1999: Grüne Wüste
- 1999: Jeder stirbt – The Unscarred (The Unscarred)
- 2000: Marlene
- 2001: Möwengelächter (Mávahlátur)
- 2001: Der Tunnel
- 2002: Nachts im Park
- 2003: Extreme Ops
- 2004: Der Untergang
- 2005: Vom Suchen und Finden der Liebe
- 2005: Jagd nach Gerechtigkeit (Hunt for Justice)
- 2006: Ghetto
- 2007: Meine schöne Bescherung
- 2008: Der Baader Meinhof Komplex
- 2009: Vision – Aus dem Leben der Hildegard von Bingen
- 2010: Jerry Cotton
- 2010: Vincent will Meer
- 2010: Hanni & Nanni
- 2010: Das Leben ist zu lang
- 2010: Max Schmeling
- 2012: Hanni & Nanni 2
- 2012: Ruhm
- 2015: Mara und der Feuerbringer
- 2015: Suite française – Melodie der Liebe
- 2016: Fritz Lang – Der andere in uns
- 2016: Conni & Co
- 2017: Conni & Co 2 – Das Geheimnis des T-Rex
- 2018: Hot Dog
- 2020: Die Pfefferkörner und der Schatz der Tiefsee
- 2022: Die Geschichte der Menschheit – leicht gekürzt

### Fernsehen
- 1985, 1987: Der Alte (Fernsehserie, verschiedene Rollen, 2 Folgen)
- 1988: Die Männer vom K3 (Fernsehserie, Folge Schützenfest)
- 1989: Praxis Bülowbogen (Fernsehserie, Folge Sieg auf der ganzen Linie)
- 1991: Der Tod kam als Freund (Regie: Nico Hofmann)
- 1994: Ein starkes Team: Gemischtes Doppel (Fernsehreihe)
- 1994: Polizeiruf 110: Samstags, wenn Krieg ist (Fernsehreihe)
- 1994: Lauras Entscheidung (Regie: Uwe Janson)
- 1995: Polizeiruf 110: Jutta oder Die Kinder von Damutz
- 1995: Wer Kollegen hat, braucht keine Feinde
- 1995: Deutschlandlied (Fernsehdreiteiler, Regie: Tom Toelle)
- 1995: Tatort: Mordnacht (Fernsehreihe)
- 1997: Es geschah am hellichten Tag
- 1997: Buddies – Leben auf der Überholspur (Regie: Roland Suso Richter)
- 1997: Der Schutzengel (Regie: Uwe Janson)
- 1998: Single sucht Nachwuchs (Regie: Uwe Janson)
- 1998: Todfeinde – Die falsche Entscheidung (Regie: Oliver Hirschbiegel)
- 1999: Der Feuerteufel – Flammen des Todes (Regie: Curt Faudon)
- 2002: Napoleon (Fernsehvierteiler)
- 2002: Der Anwalt und sein Gast (Regie: Torsten C. Fischer)
- 2002: Julius Caesar
- 2003: Das Wunder von Lengede
- 2004: Das Konto (Regie: Markus Imboden)
- 2005: Die drei Musketiere
- 2005: Hölle im Kopf
- 2005: Mord am Meer
- 2005: Die Luftbrücke – Nur der Himmel war frei
- 2006: Auf ewig und einen Tag
- 2006: Die Mauer – Berlin ’61
- 2007: Der geheimnisvolle Schatz von Troja
- 2008: Das Wunder von Berlin
- 2008: Und Jimmy ging zum Regenbogen
- 2009: Entführt
- 2009: Krupp – Eine deutsche Familie (Fernsehdreiteiler, Teil 1 & 2)
- 2010: Im Dschungel
- 2010: Die Toten vom Schwarzwald
- 2010: Kennedys Hirn
- 2010: Tod in Istanbul
- 2010–2021: Spuren des Bösen (Fernsehreihe)
  - 2010: Das Verhör
  - 2012: Racheengel
  - 2013: Zauberberg
  - 2014: Schande
  - 2015: Liebe
  - 2017: Spuren des Bösen: Begierde
  - 2018: Spuren des Bösen: Wut
  - 2019: Spuren des Bösen: Sehnsucht
  - 2021: Schuld
- 2011: Rottmann schlägt zurück (Regie: Mark Schlichter)
- 2011: Verschollen am Kap (Fernsehzweiteiler, Regie: Andreas Senn)
- 2011: Vater Mutter Mörder
- 2012: München 72 – Das Attentat
- 2012: Deckname Luna (Fernsehzweiteiler)
- 2012: Ein vorbildliches Ehepaar
- 2013: Das Adlon. Eine Familiensaga (Fernsehdreiteiler)
- 2013: Verratene Freunde
- 2013: Der Wagner-Clan. Eine Familiengeschichte (Der Clan. Die Geschichte der Familie Wagner)
- 2013: Wenn es am schönsten ist
- 2014: Das Attentat – Sarajevo 1914
- 2014: Tatort: Der sanfte Tod
- seit 2015: als Kommissar Simon Kessler Nordholm (Filmreihe)
  - 2015: Tod eines Mädchens (Fernsehzweiteiler)
  - 2019: Die verschwundene Familie (Fernsehzweiteiler)
  - 2020: Das Mädchen am Strand (Fernsehzweiteiler)
  - 2023: Die Frau im Meer (Fernsehzweiteiler)
- 2015: Mein Sohn Helen
- 2015: Unterm Radar
- 2015: Der Verlust (Regie: Thomas Berger)
- 2015: Hans im Glück
- 2016: Keine Ehe ohne Pause (Regie: Patrick Winczewski)
- 2016: Ku’damm 56 (Fernsehdreiteiler)
- seit 2016: Allmen (Fernsehreihe)
  - 2016: Allmen und das Geheimnis der Libellen
  - 2017: Allmen und das Geheimnis des rosa Diamanten
  - 2019: Allmen und das Geheimnis der Dahlien
  - 2021: Allmen und das Geheimnis der Erotik
  - 2023: Allmen und das Geheimnis des Koi
- 2017: Helen Dorn: Gnadenlos (Fernsehreihe)
- 2017: Angst – Der Feind in meinem Haus
- 2017: Berlin Station (Fernsehserie, 8 Folgen)
- seit 2017: SOKO-Chef Ingo Thiel (Fernsehreihe)
  - 2017: Ein Kind wird gesucht
  - 2019: Die Spur der Mörder
  - 2021: Ein Mädchen wird vermisst
  - 2022: Wo ist meine Schwester?
  - 2023: Briefe aus dem Jenseits
  - 2024: Yvonne und der Tod
- 2018: Ku’damm 59 (Fernsehdreiteiler)
- 2018: Der Richter (Regie: Markus Imboden)
- 2018: Herzkino.Märchen: Der Froschkönig
- 2019: Liebe verjährt nicht (Fernsehfilm, Regie: Sebastian Hilger)
- 2019: Pastewka (Fernsehserie, 2 Folgen)
- 2020: Der Beischläfer (Fernsehserie, Folge Betrug)
- 2020: Wer einmal stirbt dem glaubt man nicht
- 2021: Liebe ist unberechenbar
- 2021: Kommissarin Lucas – Nürnberg (Fernsehreihe)
- 2021: Ku’damm 63 (Fernsehdreiteiler)
- 2021: Der Palast (Fernsehserie, 6 Folgen)
- 2021: Nie zu spät
- 2023: Tatort: Gold (Fernsehreihe)
- 2023: Die Saat – Tödliche Macht (Fernsehsechsteiler)
- 2024: Tod in Mombasa
- 2024: Viktor Bringt's: Laut von Leise (Fernsehserie)
- 2025: Lillys Verschwinden (Fernsehzweiteiler)
- 2025: Stammheim – Zeit des Terrors

## Bühne

### Theater

#### Freie Volksbühne Berlin 1987–1990
- Emilia Galotti: Rolle: Battista. Regie: Hans Neuenfels
- Antonius und Cleopatra: Hauptrolle. Regie: Hans Neuenfels
- Kleist-Projekt: Hauptrolle. Regie: Hans Neuenfels
- Romeo und Julia: Rolle: Mercutio. Regie: Christof Nel
- Erwin-Piscator-Revue: Hoppla, du lebst: Hauptrolle. Regie: Hermann Treusch
- Die Braut von Messina: Rolle: Diego. Regie: Ruth Berghaus

#### Salzburger Festspiele 1990–1994
- Un re in Ascolto. Regie: Götz Friedrich
- Jedermann. (1985–1987) Regie: Gernot Friedel
- Macbeth. Regie: Piero Faggioni
- Il ritorno d’Ulisse in patria. (Die Heimkehr des Odysseus) Regie: Michael Hampe

#### Schillertheater Berlin 1990–1994
- Die Räuber: Rolle: Grimm. Regie: Alexander Lang
- Mockinpott: Hauptrolle. Regie: Alexander Lang
- Kasimir und Karoline: Hauptrolle. Regie: Lore Stefanek
- Wie es euch gefällt: Rolle: Silvius. Regie: Katharina Thalbach

#### Theater des Westens / Schauspielhaus Hamburg 1992
- Der Blaue Engel: Rolle: Kapusta. Regie: Peter Zadek / Jérôme Savary

#### Burgtheater Wien 1995
- Die Geisel. Rolle: die englische Geisel Leslie A. Williams. Regie: Alfred Kirchner

## Hörspiele
- 1991: Karl Günther Hufnagel Hommage an unsere alte Lady – Regie: Ulrich Heising (Hörspiel – SFB)

## Tondokumente
- Ostern – Biblische Texte und festliche Musik. Heino Ferch liest Texte aus dem Alten Testament und die Ostergeschichte. Deutsche Bibelgesellschaft, Stuttgart 2003, ISBN 3-438-01826-8.
- Rilke-Projekt „Überfließende Himmel“. Heino Ferch liest die Gedichte Das Karussell und Schlaflied. Schönherz & Fleer, München 2005, ISBN 3-89830-695-X.

## Auszeichnungen
- 1998: Bayerischer Filmpreis 1997 (Sonderpreis für seine Darstellung in Comedian Harmonists)
- 1998: UCI-Filmpreis
- 2001: Bayerischer Fernsehpreis
- 2002: Goldene Kamera
- 2003: Berliner Bär (B.Z.-Kulturpreis)
- 2003: Bambi
- 2004: DIVA – Deutscher Entertainment Preis
- 2006: Gemini-Award Toronto
- 2008: Jupiter
- 2009: Nominierung für die Goldene Henne
- 2010: Nominierung für die Goldene Kamera in der Kategorie Bester deutscher Schauspieler in Entführt
- 2011: Nominierung für den Deutschen Filmpreis als Bester Nebendarsteller in Vincent will Meer
- 2011: Bester Schauspieler für Spuren des Bösen auf dem siebten Festival des deutschen Films, Ludwigshafen
- 2016: Hessischer Fernsehpreis für seine Rolle in Allmen und die Libellen
- 2017: Askania Award in der Kategorie Bester Schauspieler
- 2018: Deutscher Fernsehkrimipreis für seine Rolle in dem Drama Ein Kind wird gesucht (ZDF/ARTE)
- 2019: Goldener Kompass für seine Rolle in dem Drama Ein Kind wird gesucht (Christliche Medieninitiative pro)